# Mina (piosenkarka)
Mina (ur. jako Mina Anna Mazzini lub Anna Maria Mazzini 25 marca 1940 w Busto Arsizio, Włochy) – włoska piosenkarka, należąca do najpopularniejszych i najbardziej wpływowych postaci włoskiej sceny muzycznej okresu powojennego. Określana jako „tygrysica z Cremony”. Zadebiutowała w 1958 roku, a na początku lat 60., dzięki występom w telewizji stała się jedną z najbardziej rozpoznawalnych włoskich artystek. W 1978 roku postanowiła wycofać się z występów na żywo, ale w roku 2001 sprawiła swoim fanom niespodziankę dając w studiu koncert z okazji sesji nagraniowej albumu Sconcerto.
Od 1966 mieszka w Lugano w Szwajcarii, gdzie prowadzi własną firmę fonograficzną PDU i płaci podatki; w 1989 roku otrzymała obywatelstwo tego kraju. Od 2006 roku, w związku z poślubieniem obywatela Szwajcarii Eugenia Quainiego nosi nazwisko Anna Maria Quaini.
W trakcie swej kariery artystycznej nagrała około 1000 piosenek; sprzedano 150 milionów płyt z jej nagraniami.
Jej dyskografia obejmuje 110 albumów, kilkaset singli i kompilacji.
Mina śpiewała w językach: angielskim, francuskim, hiszpańskim, portugalskim, niemieckim, japońskim, tureckim oraz w dialektach: mediolańskim, neapolitańskim, genueńskim i rzymskim. Piosenki dla niej pisali między innymi: Umberto Bindi, Bruno Canfora, Gianni Ferrio, Carlo Alberto Rossi, Paolo Limiti, Ennio Morricone, Maurizio Costanzo, Augusto Martelli, Gino Paoli, Gianni Meccia, Edoardo Vianello, Adriano Celentano, Renato Rascel, Pino Donaggio, Dario Fo, Michelangelo Antonioni, Vittorio Caprioli, Lelio Luttazzi, Ricky Gianco, Tony Renis, Franco Califano, Lina Wertmüller, Gianni Boncompagni, Alberto Sordi, Mogol i Lucio Battisti, Lucio Dalla, Fabrizio De André, Ivano Fossati, Don Backy, Sergio Endrigo, Piero Soffici, Bruno Lauzi, Paolo Conte, Riccardo Cocciante, Enzo Jannacci, Dario Baldan Bembo, Giuseppe Mango, Fausto Leali i New Trolls.

## Życiorys

### Lata 50.

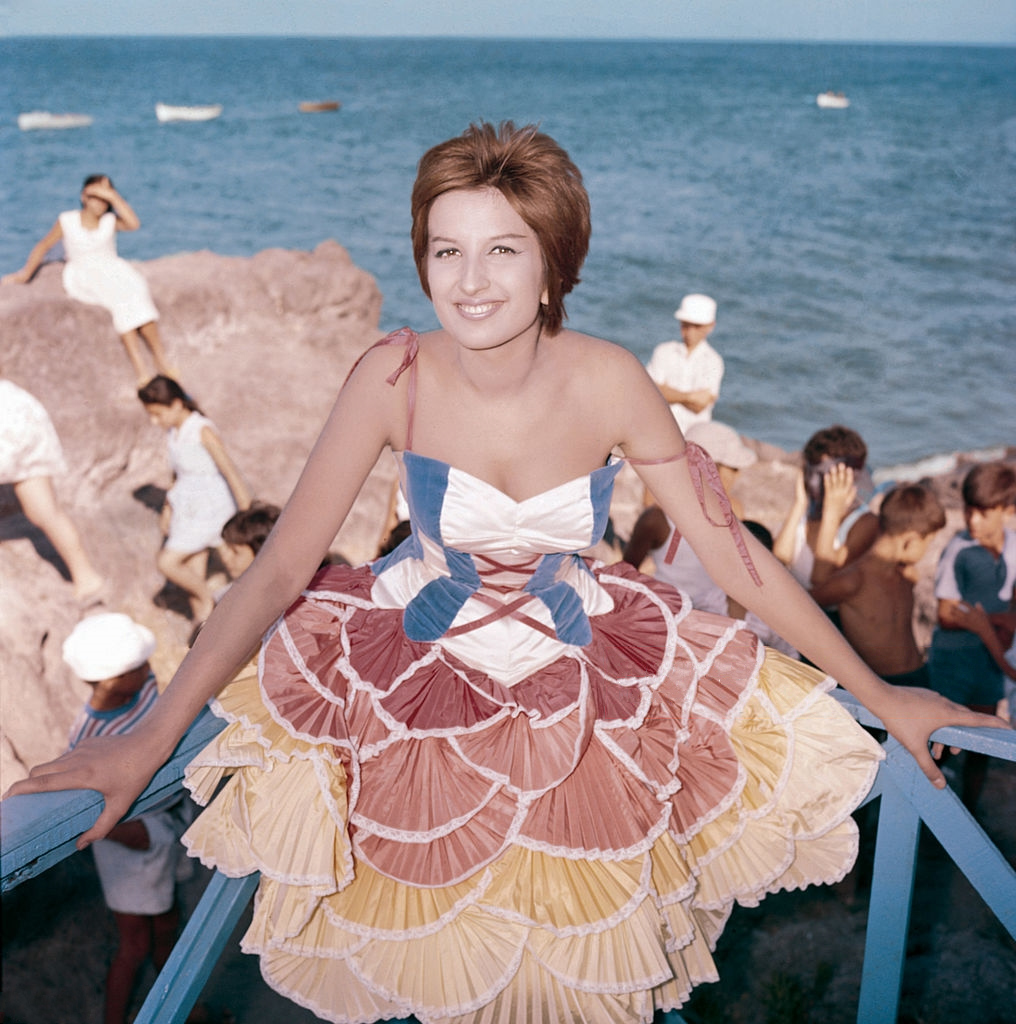
Mina (1959)

Anna Maria Mazzini urodziła się jako córka inżyniera-chemika, Giacomo, zwanego Mino (od którego wzięła swój pseudonim Mina) i Reginy, zwanej Gina; miała też młodszego brata, Alfredo. W 1943 roku przeniosła się z rodziną do Cremony, gdzie jej rodzice prowadzili sklep chemiczny. Uczęszczała do Istituto Tecnico Beltrami, ale szkoły nie ukończyła. Podobnym niepowodzeniem zakończyło się uprawianie przez nią sportu, do czego zachęcał ją ojciec. Zadebiutowała latem 1958 roku, śpiewając w klubie Bussola w Marina di Pietrasanta piosenkę „Un'anima”. W trakcie występów z grupą Happy boys spotkała Davida Matalona z firmy fonograficznej Italdisc/Broadway, który, dostrzegając drzemiący w wykonawczyni duży talent, doprowadził do nagrania przez nią czterech utworów, z których dwa były w języku angielskim, podpisane pseudonimem Baby Gate: „Be Bop A Lula” i „When”, a dwa w języku włoskim, opatrzone pseudonimem Mina: „Non Partir” i „Malatia”.
Rok 1959 okazał się przełomowy dla Miny; dała się poznać szerszej publiczności występując po raz pierwszy w telewizji, w programie Lascia o raddoppia z piosenką „Nessuno”; jej śpiew określono wówczas jako „urlo” (pol. krzyk).
Mina należała w tym czasie do grupy wykonawców, którzy zaistnieli na włoskiej scenie muzycznej jako propagatorzy nowego, powstałego za oceanem stylu – rock and rolla; do grupy tej, nazwanej urlatori (pol. krzykacze), zaliczani byli oprócz niej między innymi: Adriano Celentano, Tony Dallara, Joe Sentieri, Giorgio Gaber, Little Tony i Betty Curtis.
W czerwcu 1959 Mina wystąpiła gościnnie w programie telewizyjnym Il teatrino di Walter Chiari. Wśród dziennikarzy zyskała przydomek „tygrysicy z Cremony”.
Pod koniec 1959 roku artystka nagrała kolejną piosenkę, „Tintarella di luna” (Franco Migliacci-Bruno De Filippi), która była jednym z pierwszych utworów napisanych specjalnie dla niej, i która w grudniu tego samego roku osiągnęła trzecią pozycję na włoskiej liście przebojów.

### Lata 60.
W roku 1960 Mina wzięła udział w Festiwalu w San Remo, śpiewając piosenkę „E' vero” (Nisa-Umberto Bindi), która zajęła ósme miejsce. Ten brak powodzenia wynikał z faktu, iż festiwalowa publiczność nie była przyzwyczajona do wokalnej wirtuozerii prezentowanej przez „tygrysicę z Cremony”.

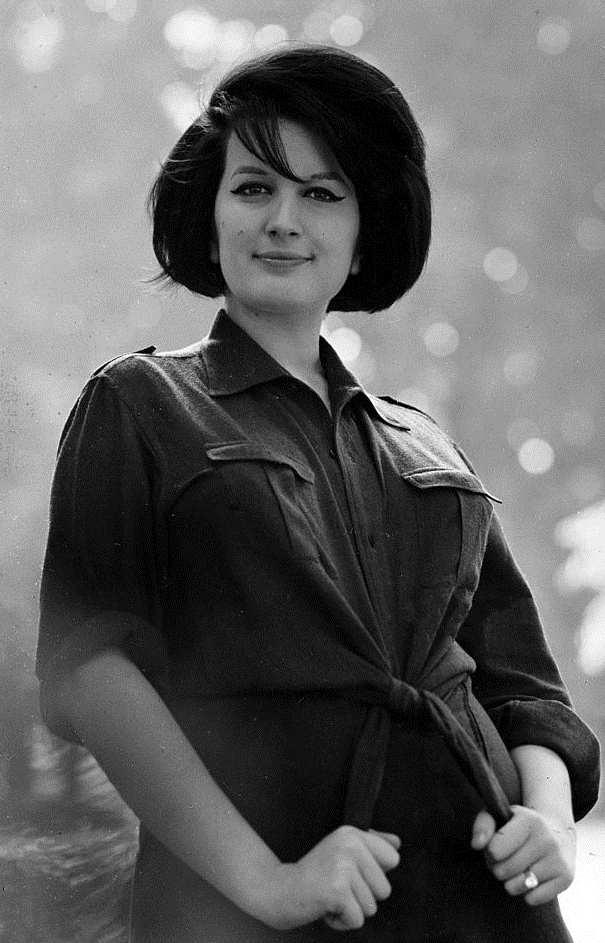
Mina (1963)

Latem 1960 roku Mina zaśpiewała piosenkę Gina Paolego „Il cielo in una stanza”, która zadebiutowała na siódmym miejscu włoskiej listy przebojów, a w październiku osiągnęła pozycję nr 1, którą utrzymała do początku następnego roku. Piosenka stała się największym jak dotąd sukcesem fonograficznym Miny, a zarazem klasykiem włoskiej piosenki, nagrywanym później w wielu wersjach; Mina natomiast, zaliczana dotąd do kręgu urlatori, dała się dzięki niej poznać jako interpretatorka piosenki autorskiej.
W sezonie 1960/1961 Mina wystąpiła w konkursie piosenkarskim Canzonissima śpiewając piosenkę „Due note”. W 1961 roku postanowiła ponownie wystąpić na Festiwalu w San Remo z piosenką „Le mille bolle blu”, ale i tym razem spotkało ją rozczarowanie, w związku z czym postanowiła nie brać więcej udziału w tym prestiżowym konkursie piosenkarskim. Krótko po tym odbyła tournée po Japonii. Po powrocie wystąpiła w programie Studio Uno obok takich artystów jak Walter Chiari, Paolo Panelli, Lelio Luttazzi i Bliźniaczki Kessler.
W 1962 roku Mina poznała aktora Corrado Paniego i nawiązała z nim romans. Ich związek spotkał się ze sprzeciwem opinii publicznej, ponieważ Pani był żonaty. 18 kwietnia 1963 roku parze urodził się syn, Massimiliano, Mina otrzymała zakaz występów w telewizji, zmieniła też wytwórnię fonograficzną, odchodząc z Italdisc do Ri-fi.
Po udanym tournée po Japonii impresario Elio Gigante przekonał Minę do powrotu do studia nagraniowego. Nagrała piosenkę „Renato” (1962 ), która cieszyła się powodzeniem. Po niej wprowadziła na listy przebojów kolejne swoje piosenki: „Città vuota” (1963), „Le tue mani” (1963), „Stringimi forte i polsi” (1963), „Un anno d’amore” (1964), „Se c’è una cosa che mi fa impazzire” (1964). Pojawiła się również na dużym ekranie w roli samej siebie w filmie Canzoni nel mondo (1963) w reżyserii Vittoria Sali, występując obok takich wykonawców jak Gilbert Bécaud, Dean Martin i Peppino di Capri.

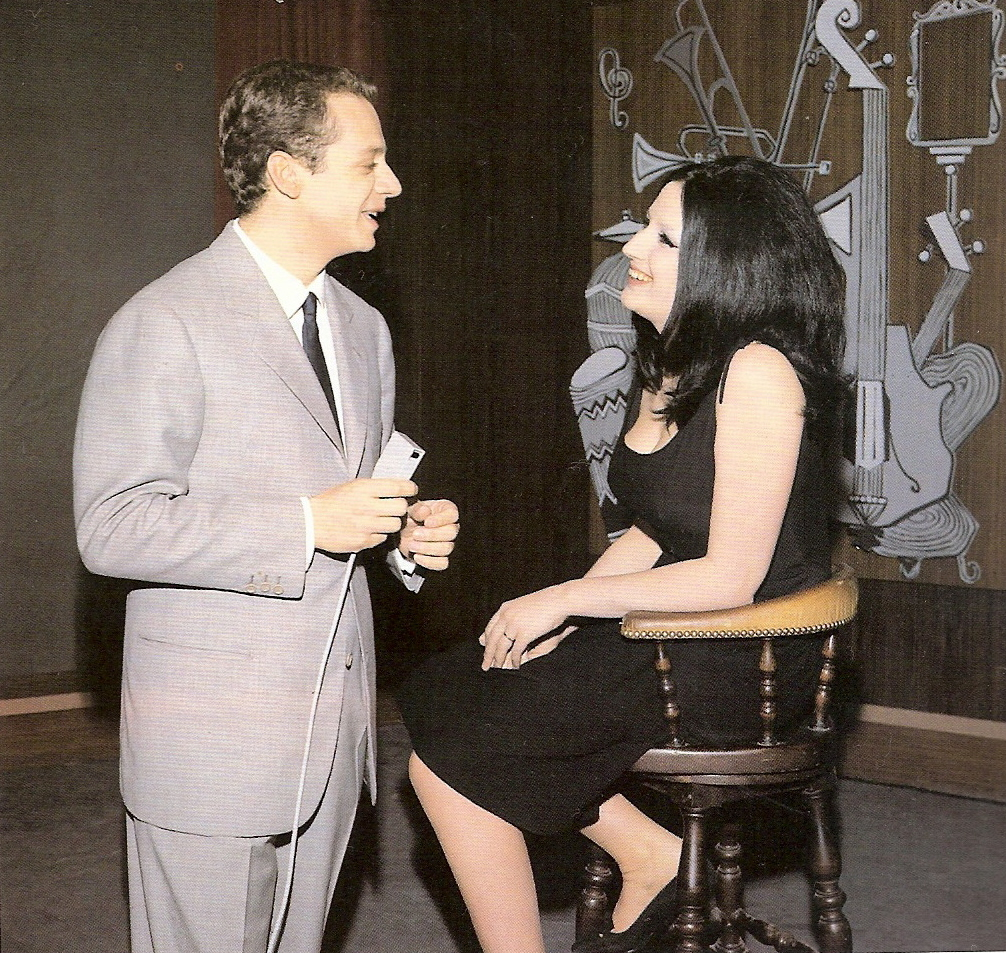
Johnny Dorelli i Mina

W 1965 roku zaśpiewała z powodzeniem piosenkę „La canzone di Marinella”, przyczyniając się do zdobycia rozgłosu przez jej autora, mało wtedy znanego Fabrizio De André. 28 maja 1965 roku w wieku 23 lat zginął w wypadku drogowym jej brat Alfredo. Na jesieni tego samego roku Mina powróciła telewizji obejmując prowadzenie programu Studio Uno, w którym wylansowała kilka swoich piosenek: „E se domani”, „Brava” i „Un anno d'amore”. Wydany w tym samym roku album Studio Uno zajął 1. miejsce na liście najlepiej sprzedawanych albumów we Włoszech.
W latach 1967–1970 Mina pozostawała w bliskim związku osobistym i artystycznym z pochodzącym z Genui muzykiem Augusto Martellim. W 1967 roku opuściła wytwórnię fonograficzną Ri-Fi, aby założyć własną – PDU.
W 1968 roku powróciła do klubu Bussola, w którym nagrała swój pierwszy album koncertowy, Mina alla Bussola dal vivo. W sezonie 1968–1969 prowadziła wspólnie z Paolo Panellim i Walterem Chiarim program Canzonissima, w którym śpiewała piosenkę wprowadzającą „Zum zum zum” i wylansowała porywającą piosenkę finałową „Vorrei che fosse amore”. Artystka następnie nagrała niektóre utwory wykonywane w trakcie programu i wydała jako album Canzonissima '68, który 20 grudnia 1968 roku uplasował się na pozycji nr 2 włoskiej listy przebojów.
Mina uczestniczyła następnie w innych programach telewizyjnych: Su e giù, Senza rete, Doppia coppia, E noi quyi, Topolino ha 40 anni, Jolly, Tanto per cambiare, Non cantare spara, Canzoni per l’Europa, E’ domenica ma senza impegno, La notte della speranza, E noi qua, Jolly, Tanto per cambiare, które zmieniła w wydarzenia między innymi dzięki swojej osobowości showgirl i seksbomby w oczach włoskiej publiczności.

### Lata 70. i późniejsze

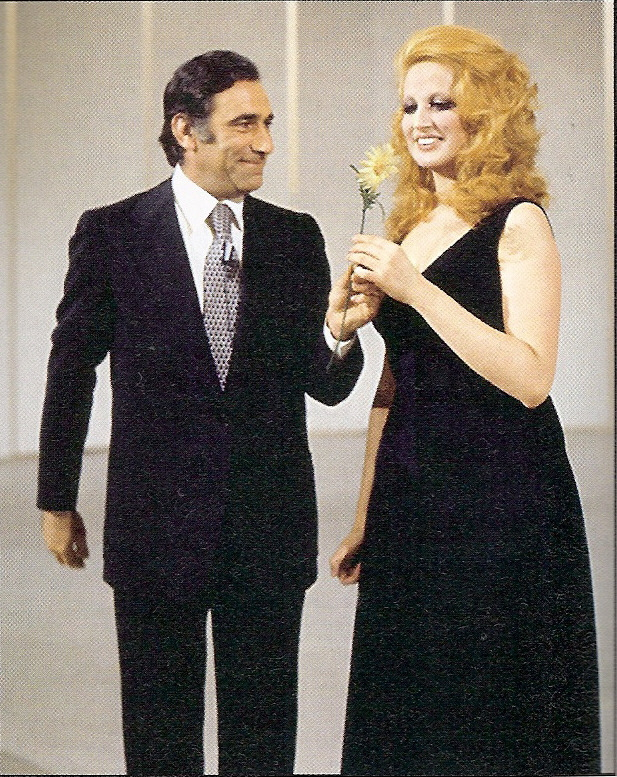
Alberto Lupo i Mina (1972)

Dwa lata później miały miejsce dwa najważniejsze wydarzenia w jej życiu: małżeństwo z dziennikarzem Virgilio Crocco i początek owocnej współpracy z duetem Mogol-Battisti. W 1971 roku urodziła się jej córka Benedetta. W 1972 roku Mina wspólnie z Alberto Lupo nagrała piosenkę „Parole parole”, dzieło spółki Leo Chiosso-Giancarlo Del Re-Gianni Ferrio. Piosenka została wydana na singlu w kwietniu, a w maju osiągnęła pozycję nr 1 na włoskiej liście przebojów. Zapoczątkowała ona na gruncie włoskiej muzyki pop nowy typ piosenki, stanowiącej połączenie śpiewu z recytacją, stała się również jednym z najbardziej znaczących przebojów artystki. Na świecie została powtórzona w wykonaniu duetu Dalida-Alain Delon (pod tytułem „Paroles paroles”).
W 1972 roku w klubie Bussola Mina nagrała swój drugi album koncertowy.
19 października 1973 roku tragicznym wypadku samochodowym koło Minneapolis w Stanach Zjednoczonych zginął jej mąż (z którym artystka była wówczas w separacji).
W 1974 roku miał miejsce ostatni telewizyjny występ Miny – był to program Milleluci z udziałem Raffaelli Carrà. W 1978 roku artystka po raz ostatni wystąpiła przed publicznością dając z okazji dwudziestolecia swojej kariery artystycznej koncert w klubie Bussola, zarejestrowany również jako album koncertowy. Po tym koncercie Mina wycofała się ze sceny muzycznej, ale nadal otrzymywała kontakt z publicznością poprzez nagrywane przez siebie albumy, wydawane niemal co roku. Mina w tym okresie swojej kariery współpracowała z takimi artystami jak: Adriano Celentano, Piero Pelù, Mick Hucknall i Renato Zero.
10 stycznia 2006 w Lugano, po 25 latach wspólnego życia, wyszła za swojego partnera życiowego, kardiologa Eugenia Quainiego. Ponieważ według prawa szwajcarskiego żona przyjmuje nazwisko męża, artystka od tego momentu nosi nowe nazwisko Anna Maria Quaini.

## Odznaczenia

Order Zasługi Republiki Włoskiej – klasa II: Wielki Oficer (Grande Ufficiale)

1 czerwca 2001 roku Prezydent Republiki Włoskiej Carlo Azeglio Ciampi uhonorował Minę Orderem Zasługi Republiki Włoskiej. Powodem przyznania artystce tego odznaczenia była osobista inicjatywa Prezydenta znacznego poszerzenia grona laureatów Orderu z okazji 55-lecia istnienia Republiki Włoskiej. Wśród ponad 100 wyróżnionych znaleźli się ludzie kultury, naukowcy, lekarze, sportowcy, dziennikarze i wolontariusze.

## Dyskografia
- Tintarella di luna (1960)
- Il cielo in una stanza (1960)
- Due note (1961)
- Moliendo café (1962)
- Renato (1962)
- Stessa spiaggia, stesso mare (1963)
- 20 sucessi di Mina (1964)
- Mina (1964)
- Mina N°7 (1964)
- Studio Uno (1965)
- Mina interpretata da Mina (1965)
- Mina & Gaber: un'ora con loro (1965)
- Mina canta Napoli (1966)
- Studio Uno 66 (1966)
- Mina 2 (1966)
- Sabato sera - Studio Uno '67 (1967)
- 4 anni di successi (1967)
- Dedicato a mio padre (1967)
- Mina alla Bussola dal vivo (1968)
- Le più belle canzoni italiane interpretate da Mina (1968)
- Canzonissima '68 (1968)
- I discorsi (1969)
- Mina for You (1969)
- Incontro con Mina (1969)
- Bugiardo più che mai...più incosciente che mai... (1969)
- Mina canta o Brasil (1970)
- ...Quando tu mi spiavi in cima a un batticuore... (1970)
- Del mio meglio (1971)
- Mina (1971)
- Cinquemilaquarantatre (1972)
- Dalla Bussola (1972)
- Altro (1972)
- Del mio meglio n. 2 (1973)
- Frutta e verdura (1973)
- Amanti di valore (1973)
- evergreens (1974)
- Mina® (1974)
- Baby Gate (1974)
- Del mio meglio n. 3 (1975)
- La Mina (1975)
- Minacantalucio (1975)
- Singolare (1976)
- Plurale (1976)
- Del mio meglio n. 4 (1977)
- Mina quasi Jannacci (1977)
- Mina con Bignè (1977)
- di tanto in tanto (1978)
- Mina Live '78 (1978)
- Del mio meglio n. 5 (1979)
- Attila (1979)
- Kyrie (1980)
- Del mio meglio n. 6 Live (1981)
- Salomè (1981)
- Italiana (1982)
- Del mio meglio n. 7 (1983)
- Mina 25 (1983)
- Catene (1984)
- Del mio meglio n. 8 (1985)
- Finalmente ho conosciuto il conte Dracula... (1985)
- Si, buana (1986)
- Del mio meglio n. 9 (1987)
- Rane supreme (1987)
- Oggi ti amo di più (1988)
- Ridi pagliaccio (1988)
- Uiallalla (1989)
- Ti conosco mascherina (1990)
- Caterpillar (1991)
- Sorelle Lumière (1992)
- Mina canta i Beatles (1993)
- Lochness (1993)
- Mazzini canta Battisti (1994)
- Canarino mannaro (1994)
- Pappa di latte (1995)
- Canzoni d'autore (1996)
- Cremona (1996)
- Napoli (1996)
- Minantologia (1997)
- Leggera (1997)
- Mina Gold (1998)
- Mina Sanremo (1998)
- Mina Celentano (1998)
- Mina Studio Collection (1998)
- Mina Gold 2 (1999)
- Olio (1999)
- Mina n° 0 (1999)
- Mina per Wind (2000)
- Mina Love Collection (2000)
- Dalla terra (2000)
- Colección latina (2001)
- Sconcerto (2001)
- Veleno (2002)
- In duo (2003)
- Napoli secondo estratto (2003)
- Napoli primo, secondo e terzo estratto (2003)
- The Platinum Collection (2004)
- Una Mina d'amore (2004)
- Bula Bula (2005)
- L'allieva (2005)
- Platinum Collection 2 (2006)
- Ti amo... (2006)
- Bau (2006)
- Todavía (2007)
- Sulla tua bocca lo dirò (2009)
- Riassunti d'amore – Mina straniera (2009)
- Riassunti d'amore – Mina con archi (2009)
- Riassunti d'amore – La calma (2009)
- Riassunti d'amore – Per quando ti amo (2009)
- Riassunti d'amore – Mina Cover (2009)
- Facile (2009)
- Caramella (2010)
- Piccola streenna (2010)